# 1699

## Родени
- Павел Йошич, български духовник
- 2 ноември – Жан-Батист-Симеон Шарден, френски художник

## Починали
- 21 април – Жан Расин, френски драматург
- 3 януари – Матия Прети, италиански художник